# Bresson (Isère)
Pour les articles homonymes, voir Bresson.
Bresson est une commune française située dans le département de l'Isère, en région Auvergne-Rhône-Alpes.
Ancienne paroisse de la province royale du Dauphiné durant l'Ancien Régime, la commune est rattachée à l'intercommunalité de Grenoble-Alpes Métropole depuis 2014 et ses habitants sont dénommés les Bressonnais.

## Géographie

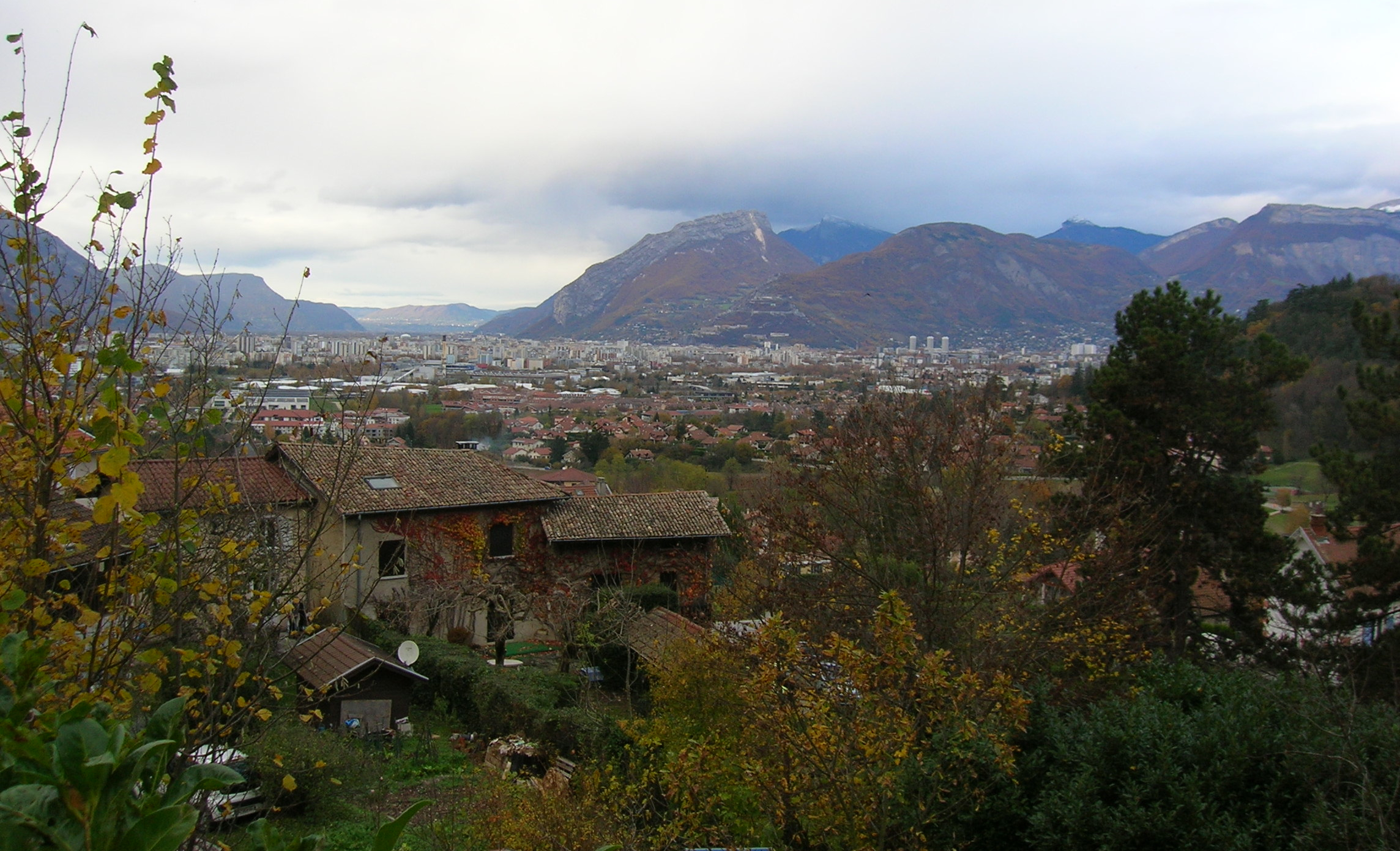
Panorama sur Bresson et la cuvette grenobloise

### Situation et description
Le village de Bresson est situé à quelques kilomètres dans la partie sud-est de l'agglomération grenobloise à laquelle, elle est rattachée depuis son adhésion à la communauté publique de Grenoble-Alpes Métropole dès sa création en 2014.
La partie basse de la commune, située au nord est relativement urbanisée (particulièrement à proximité d'Échirolles et d'Eybens) alors que sa partie plus élevée en altitude (plateau de Champagnier) est composée de prairies, quelques champs et d'espaces boisés.

### Géologie
Le territoire de la commune de Bresson se situe sur les premiers contreforts des collines bordières de la chaîne de Belledonne lequel est constitué de calcaires marneux du jurassique moyen qui forment un relief bien marqué entre la dépression d’Uriage (au sud-ouest), creusée dans les schistes liasiques, et la dépression de Vif (au sud-est), creusée dans des marnes noires. Des formations superficielles couvrent largement le territoire de la commune. Des alluvions fluviatiles modernes occupent le fond de la vallée de l’Isère (au nord) et elles sont visibles dans les secteurs les plus bas de la commune. Un cône de déjection ancien est également visible au débouché de la combe de l’Oratoire, situé dans la partie ouest du territoire.

### Communes limitrophes
| Échirolles | Eybens  |                  |
|            | Bresson | Brié-et-Angonnes |
|            | Jarrie  |                  |

### Climat
Pour des articles plus généraux, voir Climat d'Auvergne-Rhône-Alpes et Climat de l'Isère.
En 2010, le climat de la commune est de type climat des marges montargnardes, selon une étude du Centre national de la recherche scientifique s'appuyant sur une série de données couvrant la période 1971-2000. En 2020, Météo-France publie une typologie des climats de la France métropolitaine dans laquelle la commune est exposée à un climat de montagne ou de marges de montagne et est dans la région climatique  Alpes du nord, caractérisée par une pluviométrie annuelle de 1 200 à 1 500 mm, irrégulièrement répartie en été. 
Pour la période 1971-2000, la température annuelle moyenne est de 11 °C, avec une amplitude thermique annuelle de 18,7 °C. Le cumul annuel moyen de précipitations est de 1 218 mm, avec 9,2 jours de précipitations en janvier et 6,5 jours en juillet. Pour la période 1991-2020, la température moyenne annuelle observée sur la station météorologique de Météo-France la plus proche, « Chamrousse », sur la commune de Chamrousse à 10 km à vol d'oiseau, est de 5,8 °C et le cumul annuel moyen de précipitations est de 1 219,3 mm,. Pour l'avenir, les paramètres climatiques de la commune estimés pour 2050 selon différents scénarios d'émission de gaz à effet de serre sont consultables sur un site dédié publié par Météo-France en novembre 2022.

### Hydrographie
La commune ne possède aucun cours d'eau notable. Seul le ruisseau de Montavie descend du plateau de Champagnier avant d'être capté par le réseau de collecte des eaux pluviales en arrivant à Eybens.

### Voies de communication et transport
Le territoire de la commune est situé hors des grands axes de communication et ne possède pas de gares ferroviaires mais elle est desservie les autobus du réseau des transports de l'agglomération grenobloise (TAG). La gare ferroviaire la plus proche est la gare d'Échirolles située à moins de deux kilomètres du centre de Bresson et desservie par des trains TER Auvergne-Rhône-Alpes.

## Urbanisme

### Typologie
Au 1er janvier 2024, Bresson est catégorisée ceinture urbaine, selon la nouvelle grille communale de densité à sept niveaux définie par l'Insee en 2022.
Elle appartient à l'unité urbaine de Grenoble, une agglomération intra-départementale regroupant 38  communes, dont elle est une commune de la banlieue,,. Par ailleurs la commune fait partie de l'aire d'attraction de Grenoble, dont elle est une commune de la couronne,. Cette aire, qui regroupe 204 communes, est catégorisée dans les aires de 700 000 habitants ou plus (hors Paris),.

### Occupation des sols
L'occupation des sols de la commune, telle qu'elle ressort de la base de données européenne d’occupation biophysique des sols Corine Land Cover (CLC), est marquée par l'importance des territoires artificialisés (46,7 % en 2018), en augmentation par rapport à 1990 (40,7 %). La répartition détaillée en 2018 est la suivante : 
forêts (31,4 %), espaces verts artificialisés, non agricoles (25,3 %), zones urbanisées (16,9 %), prairies (12,6 %), zones agricoles hétérogènes (9,3 %), zones industrielles ou commerciales et réseaux de communication (4,5 %). L'évolution de l’occupation des sols de la commune et de ses infrastructures peut être observée sur les différentes représentations cartographiques du territoire : la carte de Cassini (XVIIIe siècle), la carte d'état-major (1820-1866) et les cartes ou photos aériennes de l'IGN pour la période actuelle (1950 à aujourd'hui).

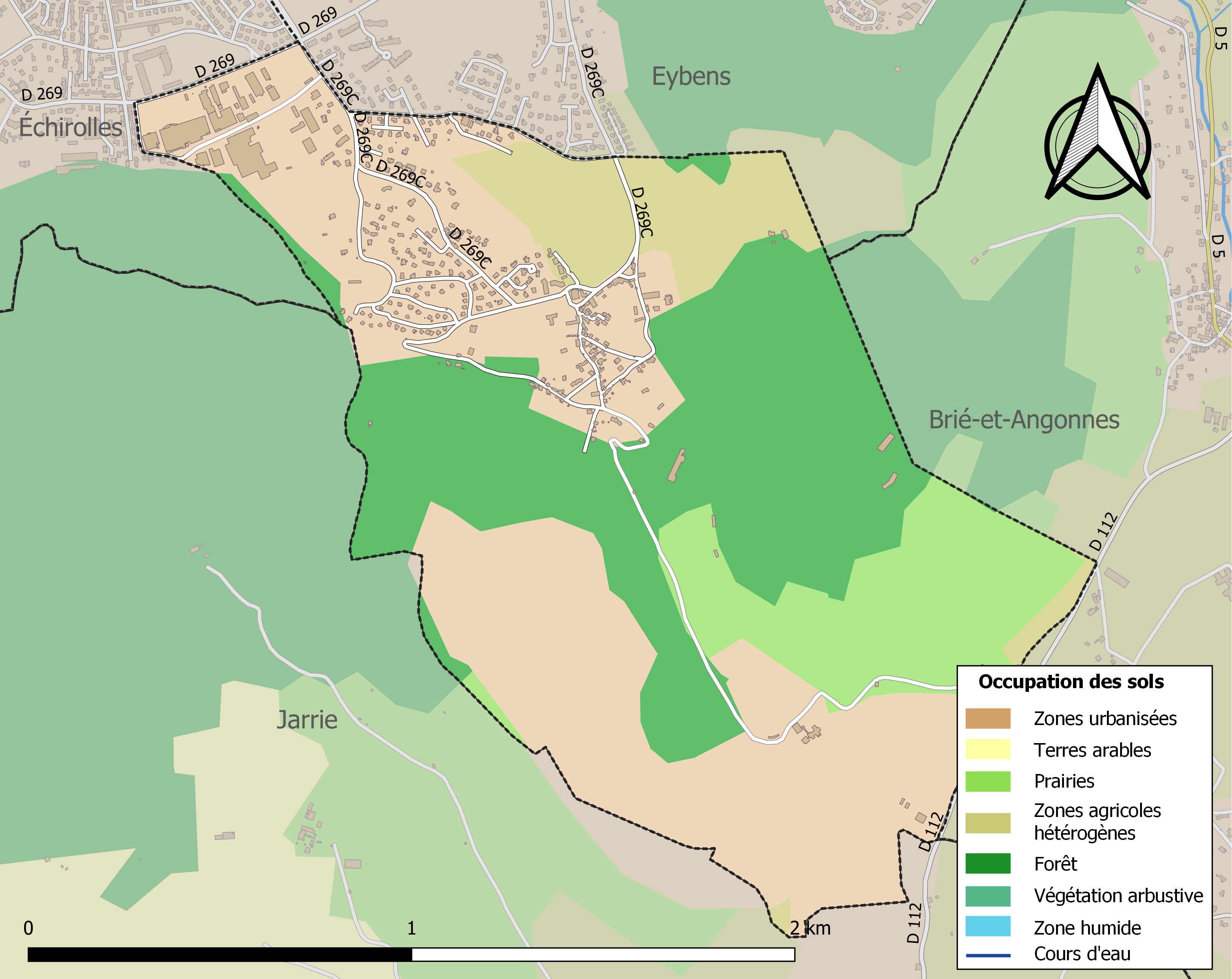
Carte des infrastructures et de l'occupation des sols de la commune en 2018 (CLC).

### Risques naturels et technologiques

#### Risques sismiques
L'ensemble du territoire de Bresson est situé en zone de sismicité n°4 (sur une échelle de 1 à 5), comme l'ensemble du territoire de l'agglomération grenobloise.
| Type de zone | Niveau            | Définitions (bâtiment à risque normal) |
| ------------ | ----------------- | -------------------------------------- |
| Zone 4       | Sismicité moyenne | accélération = 1,6 m/s2                |

## Histoire
Une ancienne route commerciale alpine, route qui deverra ensuite voie romaine, passait très probablement par Bresson.

## Politique et administration

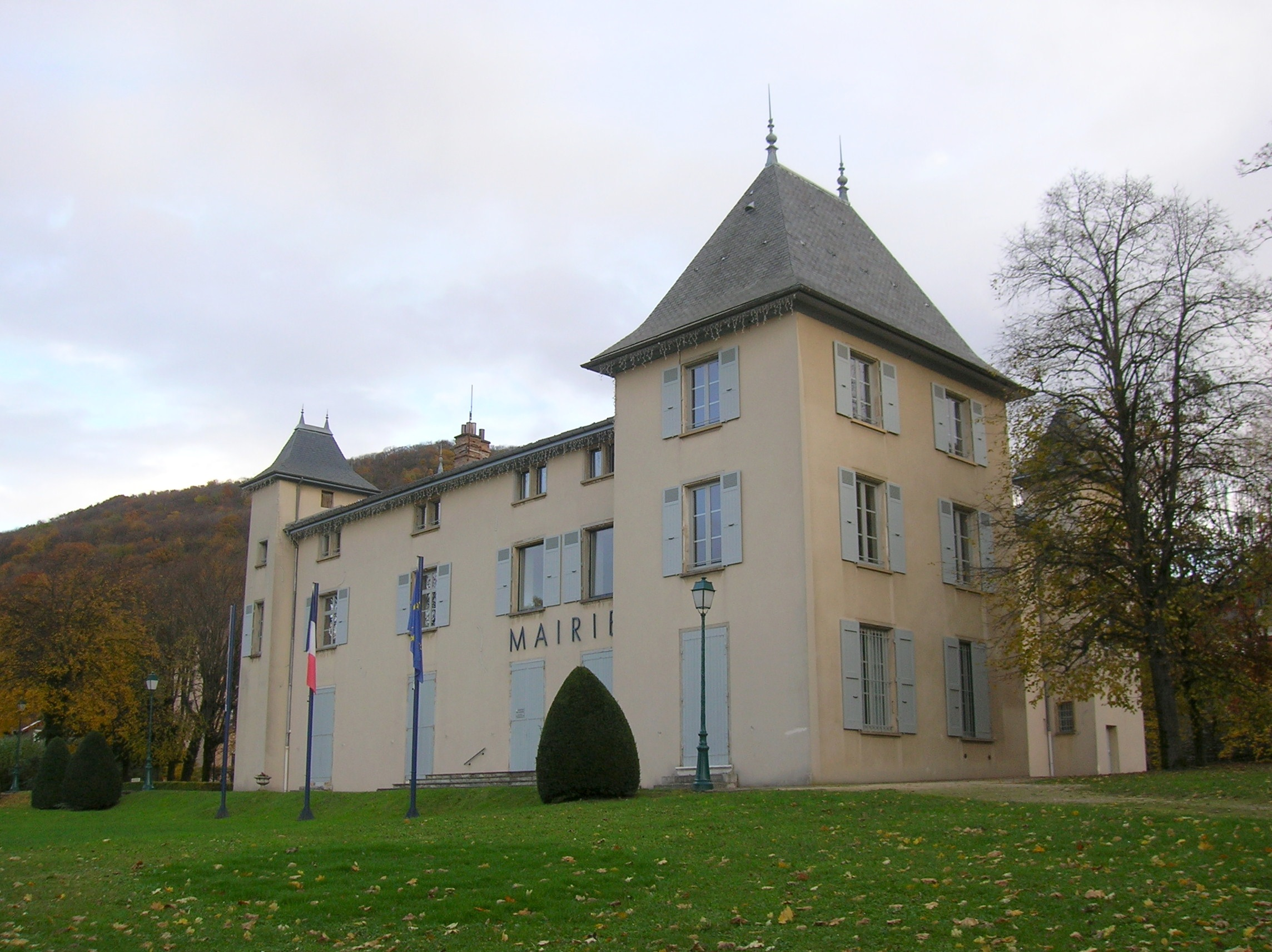
La mairie, autrefois château Mottet.

### Liste des maires
| Période                                  | Période       | Identité              | Étiquette | Qualité                    |
| ---------------------------------------- | ------------- | --------------------- | --------- | -------------------------- |
| 1935                                     | 1953          | Charles de Marliave   |           |                            |
| 1956                                     | 1977          | Bruno de Marliave     |           |                            |
| 1977                                     | 2008          | Jean-Pierre Chavant   |           |                            |
| 2008                                     | 2019          | Michel Rebuffet       | SE        | Retraité Fonction Publique |
| 2019                                     | 2020          | Antoine de Gaudemaris |           |                            |
| juin 2020                                | décembre 2020 | Agnès Betemps         |           |                            |
| décembre 2020                            | En cours      | Audrey Guyomard       |           |                            |
| Les données manquantes sont à compléter. |               |                       |           |                            |

## Population et société

### Démographie
L'évolution du nombre d'habitants est connue à travers les recensements de la population effectués dans la commune depuis 1793. Pour les communes de moins de 10 000 habitants, une enquête de recensement portant sur toute la population est réalisée tous les cinq ans, les populations de référence des années intermédiaires étant quant à elles estimées par interpolation ou extrapolation. Pour la commune, le premier recensement exhaustif entrant dans le cadre du nouveau dispositif a été réalisé en 2005.

En 2022, la commune comptait 671 habitants, en évolution de −1,9 % par rapport à 2016 (Isère : +3,07 %, France hors Mayotte : +2,11 %).
| 1793 | 1800 | 1806 | 1821 | 1831 | 1836 | 1841 | 1846 | 1851 |
| ---- | ---- | ---- | ---- | ---- | ---- | ---- | ---- | ---- |
| 248  | 255  | 279  | 263  | 288  | 302  | 295  | 270  | 265  |

| 1856 | 1861 | 1866 | 1872 | 1876 | 1881 | 1886 | 1891 | 1896 |
| ---- | ---- | ---- | ---- | ---- | ---- | ---- | ---- | ---- |
| 262  | 250  | 244  | 241  | 245  | 242  | 256  | 228  | 223  |

| 1901 | 1906 | 1911 | 1921 | 1926 | 1931 | 1936 | 1946 | 1954 |
| ---- | ---- | ---- | ---- | ---- | ---- | ---- | ---- | ---- |
| 215  | 200  | 184  | 160  | 176  | 154  | 153  | 148  | 202  |

| 1962 | 1968 | 1975 | 1982 | 1990 | 1999 | 2005 | 2006 | 2010 |
| ---- | ---- | ---- | ---- | ---- | ---- | ---- | ---- | ---- |
| 250  | 309  | 359  | 474  | 753  | 739  | 705  | 697  | 692  |

| 2015 | 2020 | 2022 | - | - | - | - | - | - |
| ---- | ---- | ---- | - | - | - | - | - | - |
| 684  | 664  | 671  | - | - | - | - | - | - |

### Enseignement
Rattachée à l'académie de Grenoble, la commune gère une école publique dénommée « école primaire Sous Georges », laquelle présentait un effectif de 64 élèves à la rentrée 2021-2022.

### Équipements sportifs
La commune abrite le Golf international de Grenoble - Parcours de Bresson avec son parcours de dix-huit trous sur cent hectares conçu par l'architecte Robert Trent Jones Junior, créateur de nombreux parcours partout dans le monde. Ce site a d'abord été géré par le groupe Gaia Concept avant d'être repris par le groupe Bluegreen qui gère déjà le golf de Seyssins dans l’agglomération grenobloise.

### Médias
Historiquement, le quotidien à grand tirage régional Le Dauphiné libéré consacre de façon régulière dans son édition de Grenoble et du sud-Isère, un ou plusieurs articles à l'actualité de la commune, de l'agglomération, ainsi que des informations sur les éventuelles manifestations, les travaux routiers, et autres événements divers à caractère local.

### Cultes
L'église Saint-Sulpice, propriété de la commune est desservie par les prètres de la paroisse « La Sainte Trinité », elle-même rattachée au diocèse de Grenoble-Vienne.

## Économie
Le commune fait partie de l'aire géographique de production et transformation du « Bois de Chartreuse », la première AOC de la filière Bois en France.

## Culture locale et patrimoine

### Lieux et monuments

#### Monuments religieux
- Église paroissiale Saint-Sulpice de Bresson, du (XIe siècle ou XIIe siècle ). Le porche de ce petit édifice de rite catholique est surmonté d'une croix de Malte, probablement liée à la proximité de la commanderie templière d'Échirolles. Récemment remise en état, l'église abrite des vitraux représentant son saint patron, Saint Sulpice[27].
- Oratoire, situé en dehors du bourg.

#### Monuments laïques
- Le château de Bresson (ou château Charlon), des XVe et XVIe siècles[28], est un château en style Renaissance bâti à la place d'une ancienne maison-forte du XIIIe siècle* Château de la mairie (château Mottet)[28]
- Le château de Montavie (ou Montavit), des XIVe et XVIIe siècles[28]
- Le fort de Montavie, du XIXe siècle, en ruines[28]
- Le monument aux morts communal se présente sous la forme d'une simple stèle, ornée d'une croix et entourée de bornes et de chaînes, présentant les victimes des deux guerres mondiales, originaires de la commune[29].

Quelques photos de lieux et monuments de la commune de Bresson
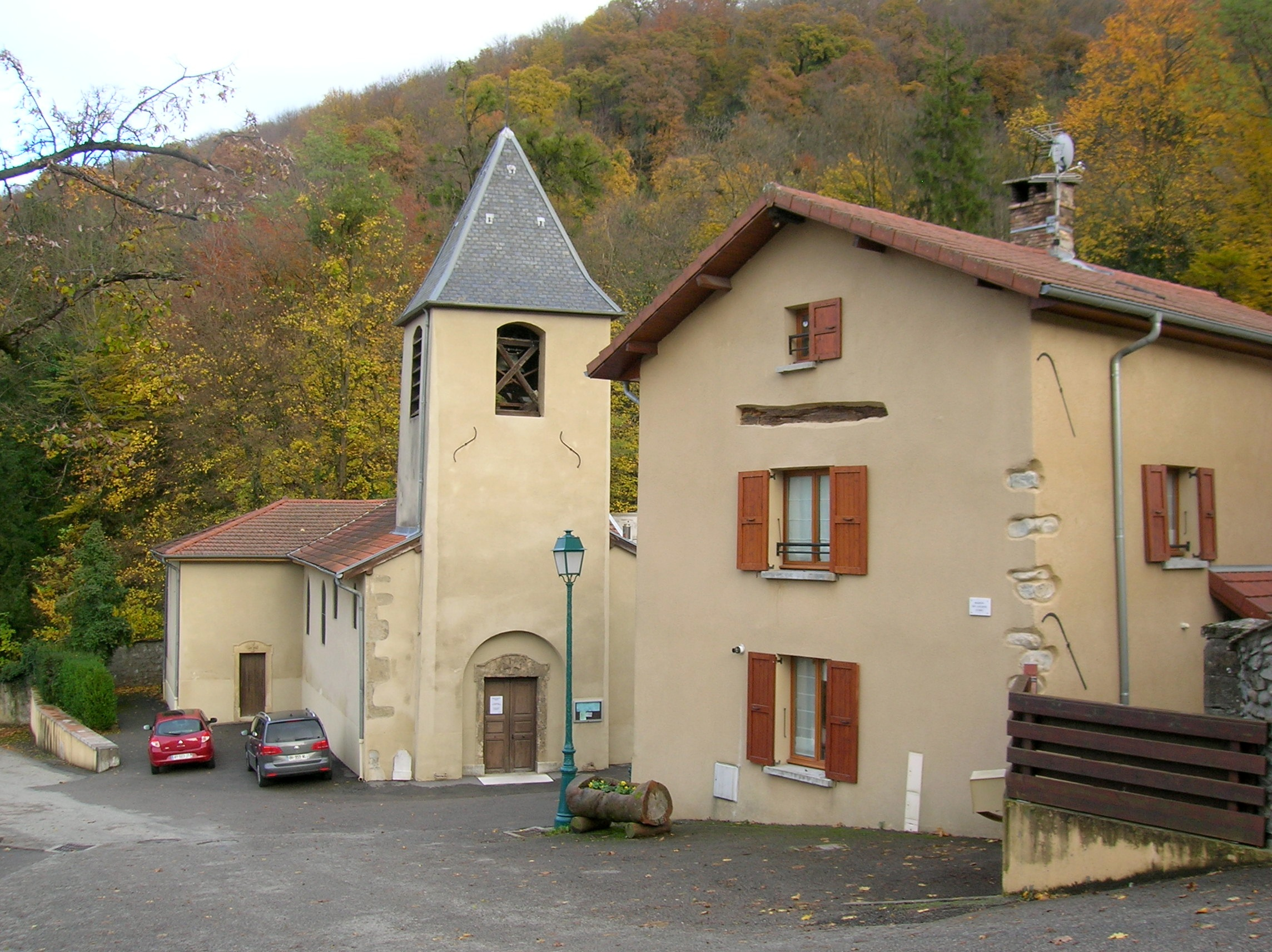
L'église.
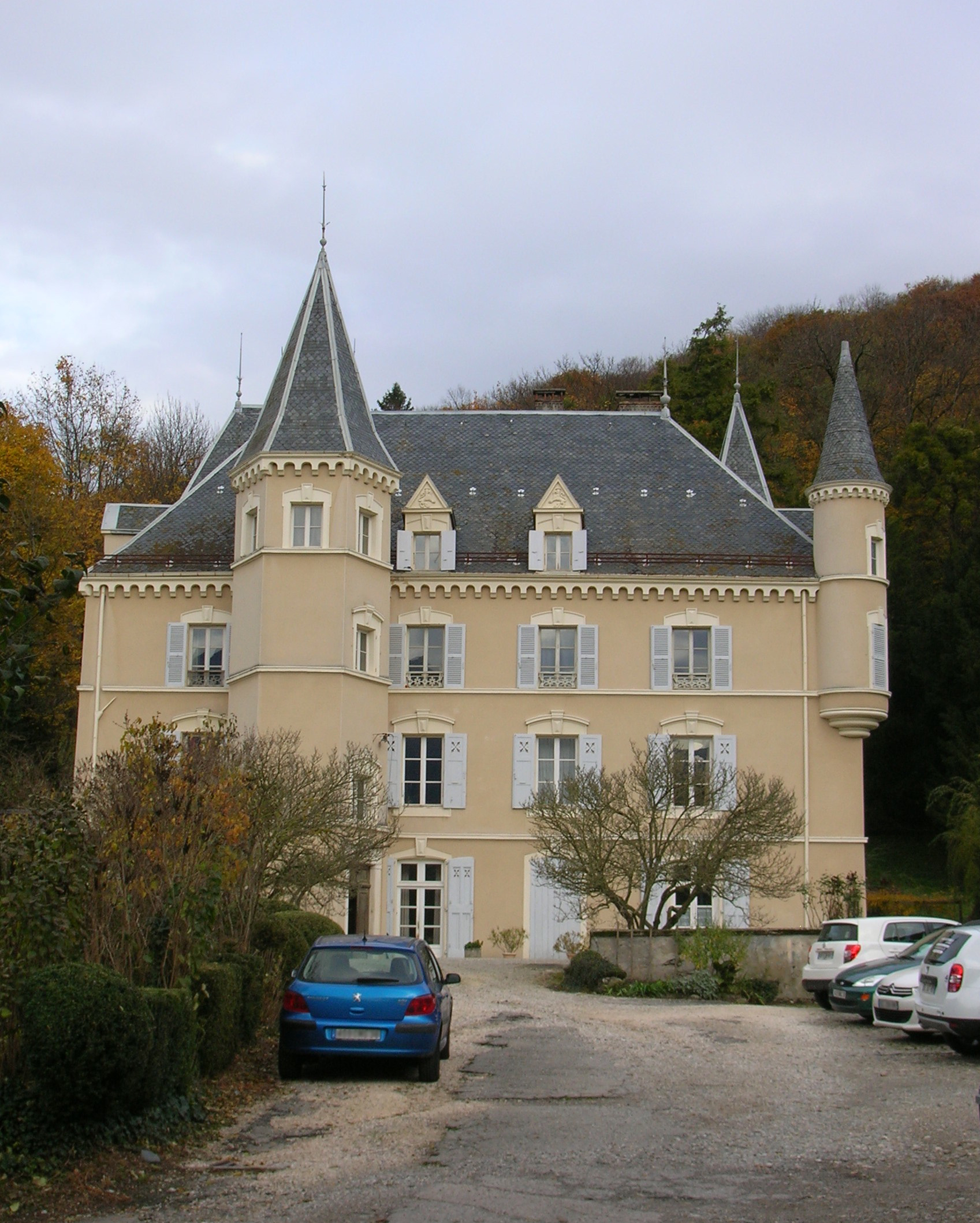
Le château de Bresson.
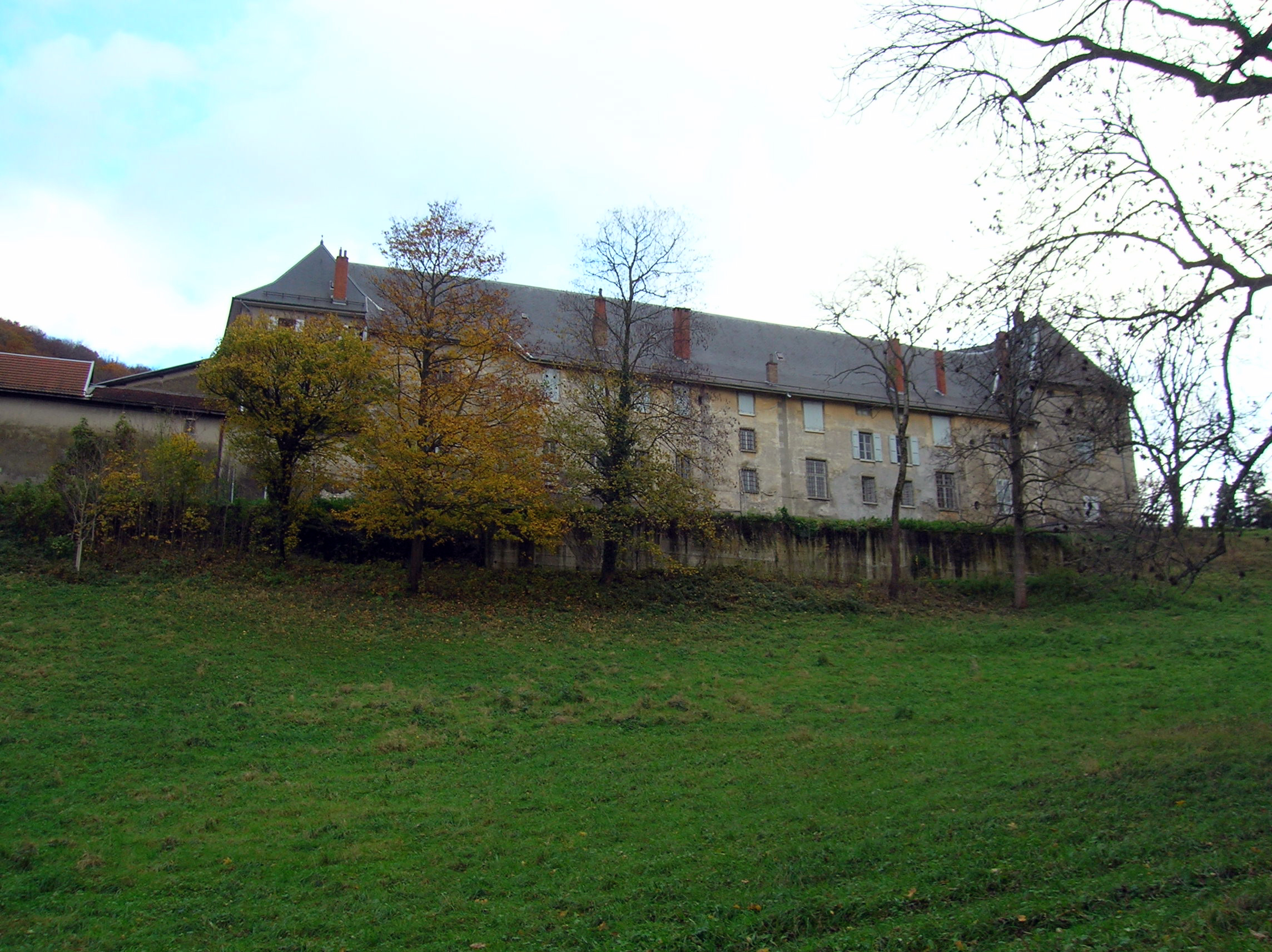
Château de Montavie.
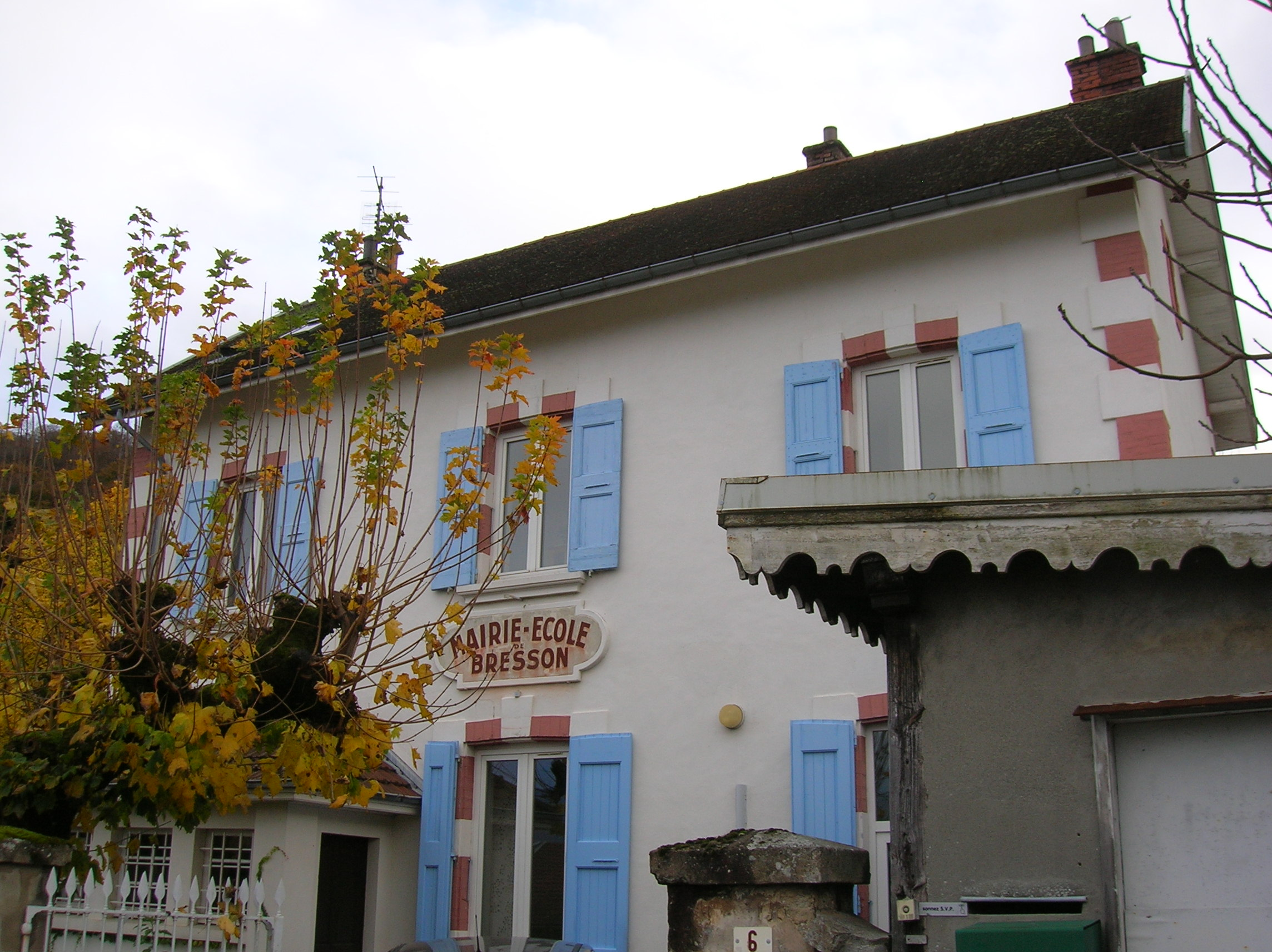
Ancienne mairie-école.
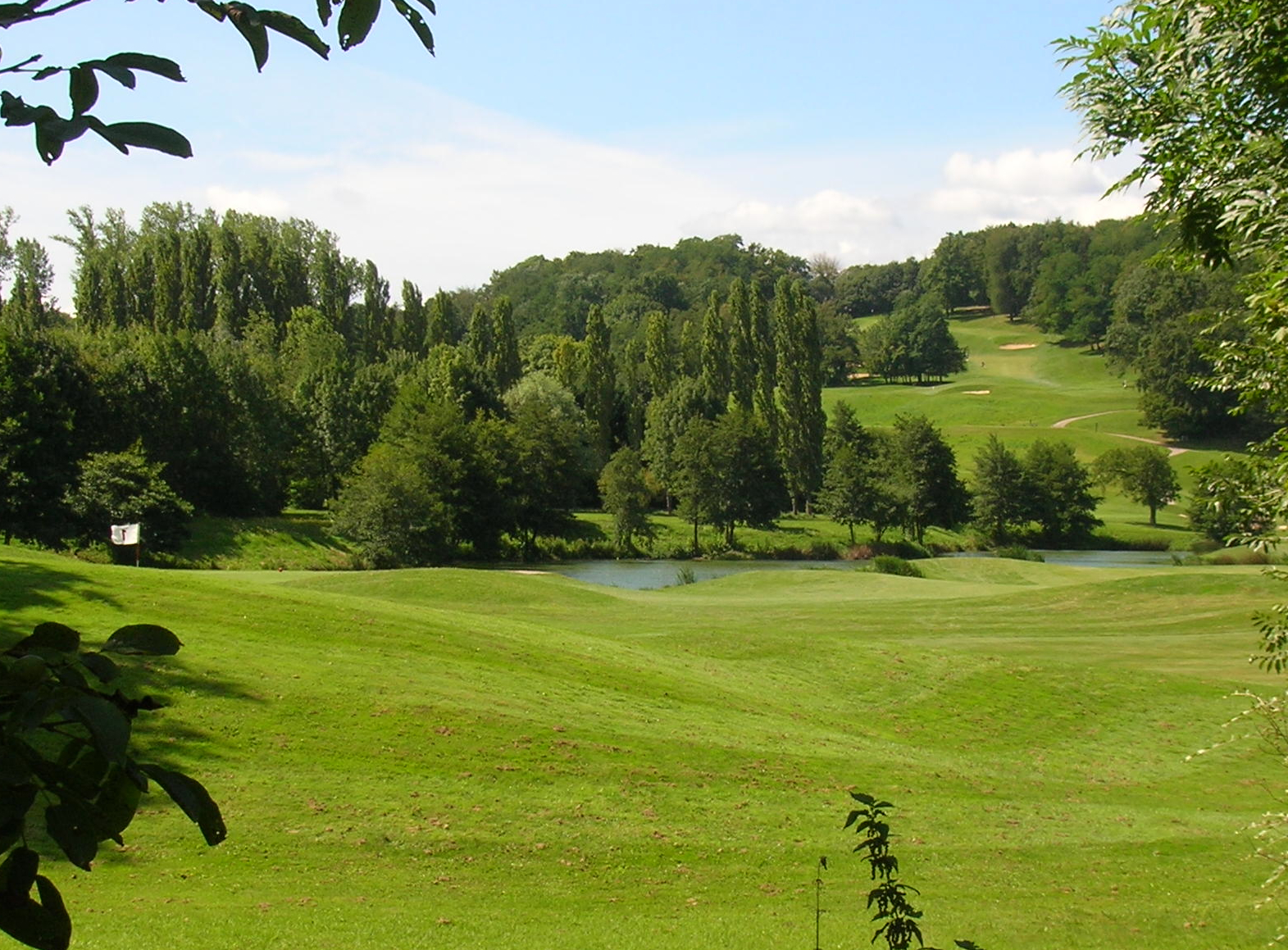
Le golf.
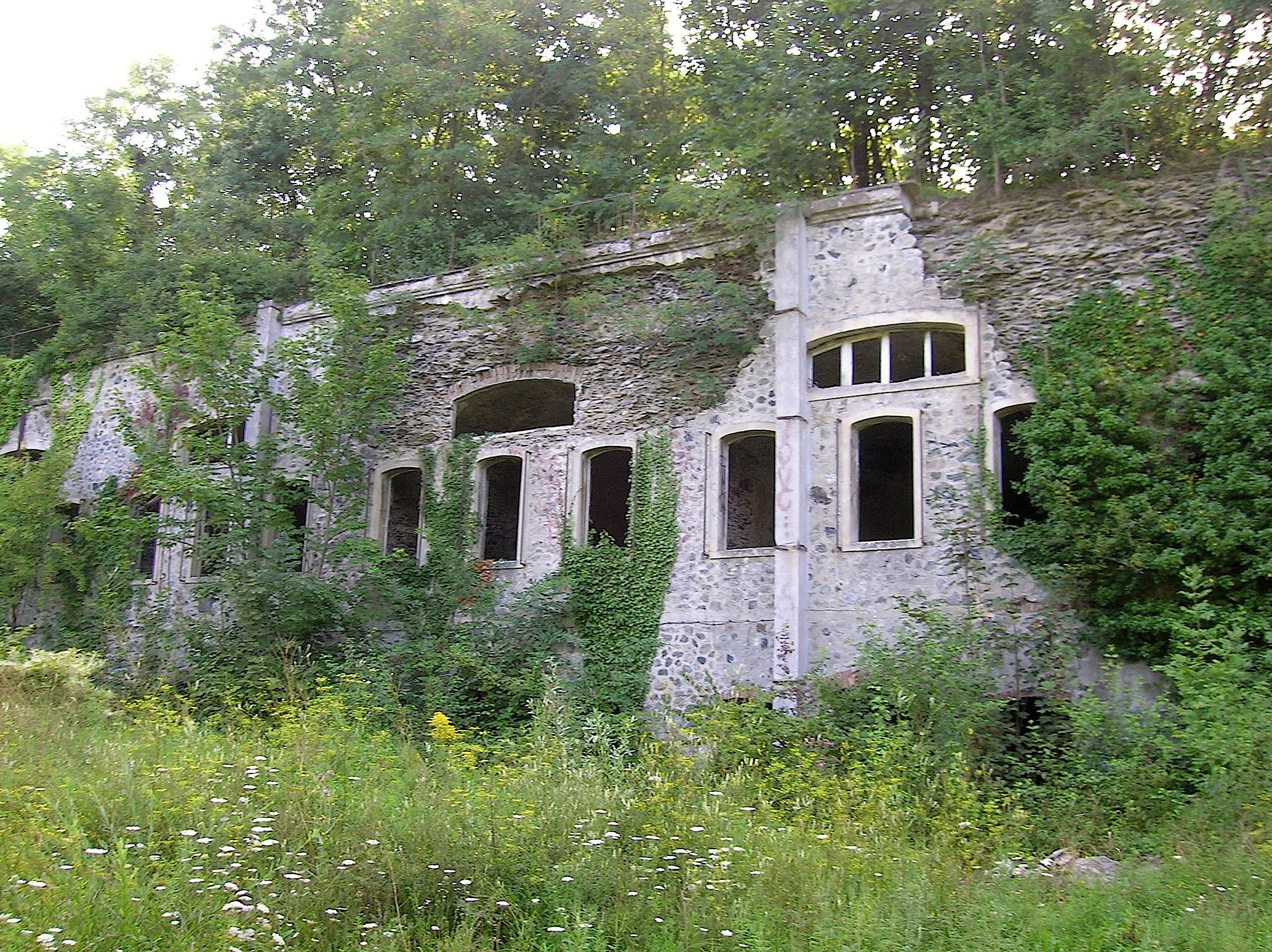
Le fort de Montavie.
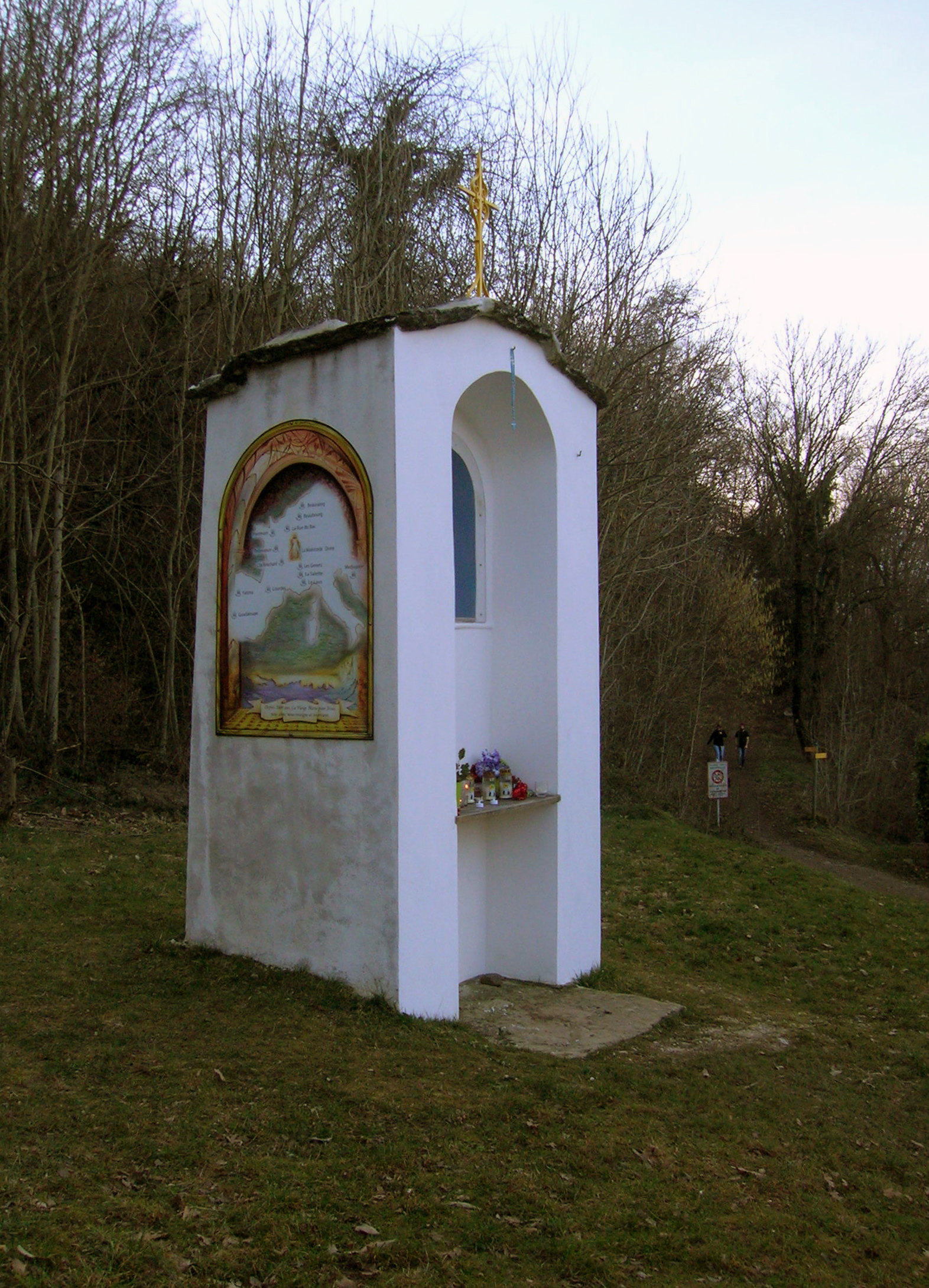
L'oratoire

### Patrimoine culturel
La médiathèque et la maison des associations sont situées dans les anciennes dépendances du Château de la mairie

### Personnalités liées à la commune
- Jean-Baptiste Chabert, né à Bresson en 1790, officier (capitaine) durant les guerres révolutionnaires et du Premier Empire. Il participa à l'expédition d'Égypte. Il est décédé à Bourg-en-Bresse en 1853[30].
- John Joseph Gabriel O'Byrne (Rabastens, 20 février 1878-Bresson, 21 mars 1917), un officier de marine français, décédé au château de Montavit.